# Романовский, Павел Игнатьевич
Павел Игнатьевич Романовский (1900 — 1992) — советский математик, доктор физико-математических наук (1940), профессор (1940).

## Биография
В 1922 окончил 1-й Московский университет. Работал в Московском авиационном институте, с 1944 до 1973 заведующим кафедрой высшей математики, с 1973 до 1975 заведующим кафедрой алгебры и теории функций. Похоронен на 4-м участке Новодевичьего кладбища.

## Публикации
- Романовский П. И. Общий курс математического анализа в сжатом изложении. М.: Физматлит, 1962.
- Романовский П. И. Ряды Фурье. Теория поля. Аналитические и специальные функции. Преобразование Лапласа. М.: Наука, 1964[3].
- Романовский П. И. Краткое пособие по элементам функционального анализа. М.: 1987.